# Fußball-Europameisterschaft 2024/Statistik
Dieser Artikel gibt einen Überblick über die Statistiken und Rekorde zur Fußball-Europameisterschaft 2024 in Deutschland.

## Tore

### Torschützen
Bei gleicher Toranzahl sollte ursprünglich zur Ermittlung des Torschützenkönigs die Zahl der Vorlagen und die Spielminuten ausschlaggebend sein. Diese Regel wurde durch die UEFA zwischen der EM 2021 und der EM 2024 gekippt. Somit kehrte die UEFA zur Regelung zurück, die bis zur Europameisterschaft 2004 galt. Insgesamt sechs Spieler erzielten drei Tore und wurden Torschützenkönige. Die Anzahl erzielter Tore waren in der Statistik das einzige Wertungskriterium. Das Tor des Turniers erzielte der Spanier Lamine Yamal im Halbfinale gegen Frankreich.
| Rang   | Spieler                | Tore | Bemerkung |
| ------ | ---------------------- | ---- | --- |
| 01     | Cody Gakpo             | 3    | |
| 01     | Harry Kane             | 3    | |
| 01     | Georges Mikautadze     | 3    | |
| 01     | Jamal Musiala          | 3    | |
| 01     | Dani Olmo              | 3    | |
| 01     | Ivan Schranz           | 3    | |
| 07     | Jude Bellingham        | 2    | |
| 07     | Breel Embolo           | 2    | |
| 07     | Fabián                 | 2    | |
| 07     | Niclas Füllkrug        | 2    | |
| 07     | Kai Havertz            | 2    | |
| 07     | Donyell Malen          | 2    | |
| 07     | Răzvan Marin           | 2    | |
| 07     | Merih Demiral          | 2    | zweitschnellstes Tor der EM-Geschichte und schnellstes Tor in einem K.-o.-Spiel (nach 57 Sekunden)                                  |
| 07     | Nico Williams          | 2    | |
| 07     | Florian Wirtz          | 2    | erstes Tor der EM; jüngster deutscher EM-Torschütze mit 21 Jahren und 42 Tagen                                                      |
| 17     | Michel Aebischer       | 1    | erstes Länderspieltor des Spielers                                                                                                  |
| 17     | Samet Akaydin          | 1    | erstes Länderspieltor des Spielers                                                                                                  |
| 17     | Kerem Aktürkoğlu       | 1    | |
| 17     | Marko Arnautović       | 1    | |
| 17     | Nedim Bajrami          | 1    | schnellstes Tor der EM-Geschichte (nach 23 Sekunden)                                                                                |
| 17     | Nicolò Barella         | 1    | |
| 17     | Alessandro Bastoni     | 1    | |
| 17     | Christoph Baumgartner  | 1    | |
| 17     | Adam Buksa             | 1    | |
| 17     | Hakan Çalhanoğlu       | 1    | |
| 17     | Emre Can               | 1    | |
| 17     | Dani Carvajal          | 1    | erstes Länderspieltor des Spielers                                                                                                  |
| 17     | Francisco Conceição    | 1    | erstes Länderspieltor des Spielers                                                                                                  |
| 17     | Kevin Csoboth          | 1    | spätestes Tor der EM-Geschichte (10. Minute der Nachspielzeit) in einem Spiel ohne Verlängerung; erstes Länderspieltor des Spielers |
| 17     | Kevin De Bruyne        | 1    | |
| 17     | Memphis Depay          | 1    | |
| 17     | Denis Drăguș           | 1    | |
| 17     | Kwadwo Duah            | 1    | erstes Länderspieltor des Spielers                                                                                                  |
| 17     | Ondrej Duda            | 1    | |
| 17     | Christian Eriksen      | 1    | |
| 17     | Bruno Fernandes        | 1    | |
| 17     | Remo Freuler           | 1    | |
| 17     | Klaus Gjasula          | 1    | erstes Länderspieltor des Spielers                                                                                                  |
| 17     | Michael Gregoritsch    | 1    | 100. Tor des Turniers |
| 17     | Arda Güler             | 1    | jüngster Debüt-Torschütze der EM-Geschichte mit 19 Jahren und 114 Tagen                                                             |
| 17     | İlkay Gündoğan         | 1    | |
| 17     | Morten Hjulmand        | 1    | erstes Länderspieltor des Spielers                                                                                                  |
| 17     | Erik Janža             | 1    | 850. Tor der EM-Geschichte |
| 17     | Roman Jaremtschuk      | 1    | |
| 17     | Luka Jović             | 1    | |
| 17     | Žan Karničnik          | 1    | |
| 17     | Randal Kolo Muani      | 1    | |
| 17     | Andrej Kramarić        | 1    | |
| 17     | Chwitscha Kwarazchelia | 1    | |
| 17     | Qazim Laçi             | 1    | |
| 17     | Lamine Yamal           | 1    | jüngster Torschütze bei einer EM- oder WM-Endrunde mit 16 Jahren und 362 Tagen, Tor des Turniers                                    |
| 17     | Robert Lewandowski     | 1    | |
| 17     | Kylian Mbappé          | 1    | |
| 17     | Scott McTominay        | 1    | |
| 17     | Mikel Merino           | 1    | |
| 17     | Luka Modrić            | 1    | ältester Torschütze der EM-Geschichte mit 38 Jahren und 289 Tagen                                                                   |
| 17     | Álvaro Morata          | 1    | |
| 17     | Mert Müldür            | 1    | |
| 17     | Dan Ndoye              | 1    | erstes Länderspieltor des Spielers                                                                                                  |
| 17     | Mikel Oyarzabal        | 1    | |
| 17     | Cole Palmer            | 1    | |
| 17     | Krzysztof Piątek       | 1    | |
| 17     | Lukáš Provod           | 1    | |
| 17     | Rodri                  | 1    | |
| 17     | Marcel Sabitzer        | 1    | |
| 17     | Bukayo Saka            | 1    | |
| 17     | Mykola Schaparenko     | 1    | |
| 17     | Patrik Schick          | 1    | |
| 17     | Romano Schmid          | 1    | 900. Tor der EM-Geschichte; erstes Länderspieltor des Spielers                                                                      |
| 17     | Xherdan Shaqiri        | 1    | |
| 17     | Bernardo Silva         | 1    | |
| 17     | Xavi Simons            | 1    | |
| 17     | Tomáš Souček           | 1    | |
| 17     | Nicolae Stanciu        | 1    | |
| 17     | Youri Tielemans        | 1    | |
| 17     | Ferran Torres          | 1    | |
| 17     | Cenk Tosun             | 1    | |
| 17     | Gernot Trauner         | 1    | |
| 17     | Barnabás Varga         | 1    | |
| 17     | Stefan de Vrij         | 1    | |
| 17     | Ollie Watkins          | 1    | |
| 17     | Wout Weghorst          | 1    | |
| 17     | Mattia Zaccagni        | 1    | erstes Länderspieltor des Spielers                                                                                                  |
| Quelle |                        |      | |

### Eigentore
- Antonio Rüdiger gegen Schottland zum 4:1-Zwischenstand (abgefälschter Kopfball; Endstand 5:1)
- Maximilian Wöber gegen Frankreich zum 0:1-Endstand (Kopfball)
- Robin Hranáč gegen Portugal zum 1:1-Zwischenstand (Endstand 2:1)
- Klaus Gjasula gegen Kroatien zum 1:2-Zwischenstand (Endstand 2:2)
- Riccardo Calafiori gegen Spanien zum 0:1-Endstand
- Samet Akaydin gegen Portugal zum 0:2-Zwischenstand (Endstand 0:3)
- Donyell Malen gegen Österreich zum 0:1-Zwischenstand (Endstand 2:3)
- Robin Le Normand im Achtelfinale gegen Georgien zum 0:1-Zwischenstand (Endstand 4:1)
- Jan Vertonghen im Achtelfinale gegen Frankreich zum 0:1-Endstand
- Mert Müldür im Viertelfinale gegen die Niederlande zum 1:2-Endstand

### Strafstöße
- Erster gepfiffener und erster verwandelter Strafstoß: Kai Havertz (Deutschland) im Spiel Deutschland – Schottland zur 3:0-Führung (45+1. Minute)
- Erster vergebener Strafstoß: Bruno Petković (Kroatien) im Spiel Spanien – Kroatien – von Unai Simón gehalten
- Marko Arnautović (Österreich) im Spiel Polen – Österreich zum 3:1-Sieg (78. Minute)
- Georges Mikautadze (Georgien) im Spiel Georgien – Tschechien zur 1:0-Führung (45+4. Minute) und im Spiel Georgien – Portugal zum 2:0-Endstand
- Luka Modrić (Kroatien) im Spiel Kroatien – Italien – von Gianluigi Donnarumma gehalten
- Kylian Mbappé (Frankreich) im Spiel Frankreich – Polen zur 1:0-Führung
- Robert Lewandowski (Polen) im Spiel Frankreich – Polen zum 1:1-Ausgleich
- Răzvan Marin (Rumänien) im Spiel Slowakei – Rumänien zum 1:1-Ausgleich
- Kai Havertz (Deutschland) im Spiel Deutschland – Dänemark zur 1:0-Führung (53. Minute)
- Cristiano Ronaldo (Portugal) im Spiel Portugal – Slowenien – von Jan Oblak gehalten (105. Minute)

## Personen

### Spieler
Das Diagramm rechts gruppiert die 622 Spieler nach ihrem Jahrgang. Links sind die 24 Kader mit ihrem Durchschnittsalter am 14. Juni, dem Beginn der EM, aufgelistet. Die tschechische Mannschaft ist mit einem Durchschnittsalter von 25,74 Jahren die jüngste der EM, während Deutschland nach der Nachnominierung von Emre Can für den erkrankten Aleksandar Pavlović mit einem mehr als drei Jahre älteren Kader antritt und damit die älteste ist. Im Eröffnungsspiel treffen die deutschen Spieler auf den zweitältesten Kader.
Belgien (−1,84) Tschechien (−1,66), Italien und die Slowakei (je −0,80), die Niederlande (−0,64), Österreich (−0,61), Frankreich (−0,54), Portugal und Ungan (je −0,21) treten mit jüngeren Kadern als 2021 an; die Ukraine (+0,22), Kroatien (+0,37), Dänemark (+0,50), Spanien (+1,02), England (+1,05), die Schweiz (+1,24), die Türkei (+1,33), Polen (+1,41), Deutschland (+1,46) und Schottland (+1,58) treten mit älteren Kadern an. Kroatien besitzt mit einer durchschnittlichen Anzahl von 45 Länderspielen pro Spieler den erfahrensten Kader. Darunter vier Spieler mit mehr als 100 Länderspielen. Dagegen haben die tschechischen Spieler im Schnitt nur 16,9 Länderspiele bestritten.
- Rekordteilnehmer: Cristiano Ronaldo (Portugal) wurde mit seinem Einsatz im ersten Gruppenspiel gegen Tschechien (2:1) der Spieler mit den meisten EM-Teilnahmen (6×; 2004, 2008, 2012, 2016, 2021 und 2024).[4][5]
- Ältester Teilnehmer: Pepe (Portugal) mit 41 Jahren und 130 Tagen im Viertelfinale gegen Frankreich ist er der älteste Spieler, der je bei einer EM-Endrunde eingesetzt wurde.[6] Er überbot damit Gábor Király, der bei seinem letzten Spiel für die Ungarn 40 Jahre und 86 Tage alt war.[7]
- Jüngster Teilnehmer: Lamine Yamal (Spanien) mit 16 Jahren und 338 Tagen beim ersten Gruppenspiel der Spanier, womit er jüngster Spieler der EM-Geschichte ist.[8][9] Beim Sieg bereitete er den 3:0-Endstand durch Dani Carvajal vor.[10]
- Jüngster Kapitän: Bei der 1:3-Niederlage Ungarns gegen die Schweiz wurde Dominik Szoboszlai mit 23 Jahren und 243 Tagen zum jüngsten Spielführer, der je eine Mannschaft bei einer EM-Endrunde aufs Feld führte. Er unterbot den bisherigen Rekordhalter Giuseppe Bergomi, der bei der EM 1988 in Deutschland 24 Jahre und 171 Tage alt war.[11]
- Belgien und Frankreich haben als einzige Mannschaften das Limit von 26 Spielern nicht ausgeschöpft, sondern nur 25 Spieler nominiert.
- Die meisten Spieler stellen Inter Mailand (13), Manchester City (13), Real Madrid (12), Paris Saint-Germain (12), FC Barcelona (11), RB Leipzig (11), Bayer 04 Leverkusen (10), FC Bayern München (10), FC Arsenal (10), AS Rom (9), FC Liverpool (9), Juventus Turin (9) und Slavia Prag (9).
- Die folgenden Ligen stellen die meisten Spieler: Premier League (97), Serie A (92), Bundesliga (77) und die Primera División (55).
- Deutschland und England haben aus den wenigsten Ligen (je 3) Spieler nominiert: aus der eigenen, der jeweils anderen und der spanischen Liga, wobei England von allen Mannschaften die meisten Spieler (24) aus der eigenen Liga nominiert hat.
- Georgien hat die meisten Spieler aus verschiedenen Ligen (21) nominiert und dabei maximal zwei aus einer Liga.
- Albanien und Dänemark haben als einzige Verbände keine Spieler der heimischen Liga nominiert, wobei auch die anderen Mannschaften keinen Spieler aus der albanischen Liga nominiert haben.
- Nur andere Mannschaften haben Spieler aus der deutschen, englischen, französischen, italienischen und spanischen zweiten Liga und der englischen dritten Liga nominiert. Am meisten Schottland, das mehr Spieler der englischen zweiten Liga (9) als aus der eigenen schottischen Liga (8) nominiert hat.
- Von den außereuropäischen Ligen stellt die Saudi Professional League die meisten Spieler (14).

| Mannschaft  | Durchschnittsalter (Mittelwert ± Standardabweichung) | Durchschnittliche Länderspiele |
| ----------- | ---------------------------------------------------- | ------------------------------ |
| Tschechien  | 25,74 ± 2,99                                         | 16,9                           |
| Türkei      | 26,30 ± 4,10                                         | 25,0                           |
| England     | 26,53 ± 3,96                                         | 25,0                           |
| Niederlande | 26,71 ± 4,06                                         | 30,0                           |
| Ukraine     | 26,75 ± 3,71                                         | 33,3                           |
| Italien     | 26,95 ± 2,96                                         | 21,0                           |
| Österreich  | 27,25 ± 3,89                                         | 24,9                           |
| Slowakei    | 27,25 ± 4,48                                         | 33,7                           |
| Frankreich  | 27,32 ± 4,21                                         | 34,2                           |
| Belgien     | 27,33 ± 5,00                                         | 38,6                           |
| Rumänien    | 27,45 ± 3,39                                         | 22,7                           |
| Georgien    | 27,51 ± 4,67                                         | 29,5                           |
| Portugal    | 27,53 ± 5,47                                         | 44,1                           |
| Spanien     | 27,53 ± 4,68                                         | 21,2                           |
| Ungarn      | 27,68 ± 4,19                                         | 29,5                           |
| Albanien    | 27,74 ± 4,03                                         | 26,3                           |
| Serbien     | 27,85 ± 3,49                                         | 33,8                           |
| Kroatien    | 28,20 ± 4,41                                         | 45,0                           |
| Schweiz     | 28,23 ± 3,86                                         | 42,7                           |
| Dänemark    | 28,24 ± 4,12                                         | 41,8                           |
| Slowenien   | 28,35 ± 4,00                                         | 29,8                           |
| Polen       | 28,49 ± 4,39                                         | 32,3                           |
| Schottland  | 28,92 ± 3,08                                         | 28,7                           |
| Deutschland | 29,00 ± 4,34                                         | 36,5                           |

| Ligen | ALB | BEL | DNK | DEU | ENG | FRA | GEO | ITA | HRV | NLD | AUT | POL | PRT | ROU | SCO | CHE | SRB | SVK | SVN | ESP | CZE | TUR | UKR | HUN | Spieler |
| --- | --- | --- | --- | --- | --- | --- | --- | --- | --- | --- | --- | --- | --- | --- | --- | --- | --- | --- | --- | --- | --- | --- | --- | --- | ------- |
| Albanien | –   | –   | –   | –   | –   | –   | –   | –   | –   | –   | –   | –   | –   | –   | –   | –   | –   | –   | –   | –   | –   | –   | –   | –   | 0       |
| Aserbaidschan | –   | –   | –   | –   | –   | –   | 1   | –   | –   | –   | –   | –   | –   | –   | –   | –   | –   | –   | –   | –   | –   | –   | –   | –   | 1       |
| Belgien | –   | 3   | 5   | –   | –   | –   | –   | −   | –   | –   | 1   | 1   | –   | –   | –   | –   | –   | 1   | –   | –   | –   | –   | 1   | –   | 12      |
| Bulgarien | –   | –   | –   | –   | –   | –   | –   | –   | –   | –   | –   | 1   | –   | –   | –   | 1   | –   | –   | –   | –   | –   | –   | –   | –   | 2       |
| Dänemark | –   | –   | –   | –   | –   | –   | –   | –   | –   | –   | 1   | –   | –   | –   | 1   | –   | –   | 1   | 1   | –   | –   | –   | –   | –   | 4       |
| Deutschland I | 1   | 3   | 5   | 20  | 1   | 2   | –   | –   | 4   | 6   | 12  | –   | –   | –   | –   | 7   | 1   | 1   | 1   | 2   | 5   | 1   | –   | 5   | 77      |
| Deutschland II | –   | –   | –   | –   | –   | –   | 1   | –   | –   | –   | –   | 1   | –   | –   | –   | –   | –   | 2   | –   | –   | –   | –   | –   | 1   | 5       |
| England I | 2   | 8   | 8   | 2   | 24  | 3   | –   | 2   | 2   | 7   | 1   | 2   | 10  | 1   | 5   | 3   | 2   | 2   | –   | 3   | 2   | 2   | 4   | 2   | 97      |
| England II | –   | 1   | 2   | –   | –   | –   | 1   | –   | –   | –   | –   | 1   | –   | –   | 9   | –   | –   | –   | –   | –   | –   | 1   | –   | –   | 15      |
| England III | –   | –   | –   | –   | –   | –   | –   | –   | –   | –   | –   | –   | –   | –   | –   | –   | –   | –   | –   | –   | –   | –   | –   | 1   | 1       |
| Frankreich I | –   | 2   | –   | –   | –   | 8   | 1   | 1   | –   | –   | 1   | 2   | 4   | –   | –   | 5   | –   | 1   | –   | 1   | –   | 2   | –   | –   | 28      |
| Frankreich II | –   | –   | –   | –   | –   | –   | 1   | –   | –   | –   | –   | –   | –   | –   | –   | –   | –   | –   | 1   | –   | –   | –   | –   | 1   | 3       |
| Georgien | –   | –   | –   | –   | –   | –   | 2   | –   | –   | –   | –   | –   | –   | –   | –   | –   | –   | –   | –   | –   | –   | –   | –   | –   | 2       |
| Griechenland | –   | –   | –   | –   | –   | –   | 2   | –   | 1   | –   | –   | 1   | –   | –   | –   | 1   | 3   | –   | 3   | –   | –   | 1   | –   | –   | 12      |
| Iran | –   | –   | –   | –   | –   | –   | 1   | –   | –   | –   | –   | –   | –   | –   | –   | –   | –   | –   | –   | –   | –   | –   | –   | –   | 1       |
| Italien I | 9   | 2   | 3   | –   | –   | 6   | 1   | 23  | 4   | 4   | 2   | 9   | 2   | 1   | –   | 6   | 7   | 5   | 3   | –   | 1   | 3   | 1   | –   | 92      |
| Italien II | 1   | –   | –   | –   | –   | –   | 1   | –   | –   | –   | –   | –   | –   | 5   | –   | –   | –   | 1   | 3   | –   | –   | –   | –   | 2   | 13      |
| Katar | –   | –   | –   | –   | –   | –   | –   | –   | –   | –   | –   | –   | –   | 1   | –   | –   | –   | –   | –   | –   | –   | –   | –   | –   | 1       |
| Kroatien | 1   | –   | –   | –   | –   | –   | –   | –   | 6   | –   | –   | –   | –   | –   | –   | –   | –   | –   | –   | –   | –   | –   | –   | 1   | 8       |
| Niederlande | –   | 1   | –   | –   | –   | –   | –   | –   | 3   | 6   | 1   | –   | –   | –   | –   | –   | –   | 2   | –   | –   | 2   | 1   | –   | –   | 16      |
| Norwegen | –   | –   | –   | –   | –   | –   | –   | –   | –   | –   | –   | –   | –   | –   | –   | –   | –   | –   | 1   | –   | –   | –   | –   | –   | 1       |
| Österreich | –   | –   | –   | –   | –   | –   | 2   | –   | 1   | –   | 7   | –   | –   | –   | –   | –   | 2   | –   | 2   | –   | 1   | –   | 1   | –   | 16      |
| Polen | –   | –   | –   | –   | –   | –   | 2   | –   | –   | –   | –   | 3   | –   | 1   | –   | –   | –   | –   | 2   | –   | –   | –   | –   | –   | 6       |
| Portugal | 1   | –   | 2   | –   | –   | –   | –   | –   | –   | –   | –   | –   | 6   | –   | –   | –   | –   | 1   | –   | –   | –   | 1   | 1   | –   | 12      |
| Rumänien | 2   | –   | –   | –   | –   | –   | 1   | –   | –   | –   | –   | –   | –   | 7   | –   | –   | –   | –   | –   | –   | –   | –   | –   | –   | 10      |
| Russland | 2   | –   | –   | –   | –   | –   | –   | –   | –   | –   | –   | –   | –   | –   | –   | –   | 1   | –   | 1   | –   | –   | –   | –   | –   | 4       |
| Saudi-Arabien | –   | 1   | –   | –   | –   | 1   | 1   | –   | 1   | 1   | –   | –   | 2   | 2   | 1   | –   | 2   | –   | –   | 1   | –   | 1   | –   | –   | 14      |
| Schottland I | –   | –   | –   | –   | –   | –   | –   | –   | –   | –   | –   | –   | –   | –   | 8   | –   | –   | –   | –   | –   | –   | –   | –   | –   | 8       |
| Schweiz | 1   | –   | –   | –   | –   | –   | 1   | –   | –   | –   | –   | –   | –   | –   | –   | 2   | –   | –   | 1   | –   | –   | –   | –   | 1   | 6       |
| Serbien | –   | –   | –   | –   | –   | –   | –   | –   | –   | –   | –   | –   | –   | –   | –   | –   | 3   | –   | –   | –   | –   | –   | –   | –   | 3       |
| Slowakei | –   | –   | –   | –   | –   | –   | 1   | –   | –   | –   | –   | –   | –   | –   | –   | –   | –   | 3   | 1   | –   | –   | –   | –   | –   | 6       |
| Slowenien | –   | –   | –   | –   | –   | –   | –   | –   | –   | –   | –   | –   | –   | –   | –   | –   | –   | –   | 2   | –   | –   | –   | –   | –   | 2       |
| Spanien I | 1   | 3   | 1   | 4   | 1   | 5   | 1   | –   | 2   | 2   | –   | 1   | 2   | 3   | 1   | –   | 3   | –   | 1   | 19  | –   | 1   | 4   | –   | 55      |
| Spanien II | –   | –   | –   | –   | –   | –   | 1   | –   | –   | –   | –   | –   | –   | –   | –   | –   | –   | –   | –   | –   | –   | –   | –   | –   | 1       |
| Südkorea | 1   | –   | –   | –   | –   | –   | –   | –   | –   | –   | –   | –   | –   | –   | –   | –   | –   | –   | –   | –   | –   | –   | –   | 1   | 2       |
| Tschechien | 1   | –   | –   | –   | –   | –   | –   | –   | –   | –   | –   | –   | –   | –   | –   | –   | 1   | 4   | –   | –   | 15  | –   | –   | –   | 20      |
| Türkei | 2   | 1   | –   | –   | –   | –   | –   | –   | 1   | –   | –   | 3   | –   | 4   | –   | –   | 1   | –   | 1   | –   | –   | 12  | –   | –   | 25      |
| Ukraine | –   | –   | –   | –   | –   | –   | 1   | –   | –   | –   | –   | –   | –   | –   | –   | –   | –   | –   | –   | –   | –   | –   | 14  | –   | 15      |
| Ungarn | –   | –   | –   | –   | –   | –   | –   | –   | –   | –   | –   | –   | –   | –   | –   | –   | –   | –   | –   | –   | –   | –   | –   | 9   | 9       |
| Zypern | –   | –   | –   | –   | –   | –   | 2   | –   | 1   | –   | –   | –   | –   | 1   | –   | –   | –   | –   | 1   | –   | –   | –   | –   | 1   | 6       |
| USA und Kanada | –   | –   | –   | –   | –   | –   | 1   | –   | –   | –   | –   | 1   | –   | –   | 1   | 1   | –   | 1   | 1   | –   | –   | –   | –   | 1   | 7       |
| VAE | 1   | –   | –   | –   | –   | –   | –   | –   | –   | –   | –   | –   | –   | –   | –   | –   | –   | 1   | –   | –   | –   | –   | –   | –   | 2       |
| Anmerkung: Kursiv gesetzte Länder sind bei der EM nicht vertreten, da sie sich nicht qualifizieren konnten oder nicht der UEFA angehören. 1. 2. |     |     |     |     |     |     |     |     |     |     |     |     |     |     |     |     |     |     |     |     |     |     |     |     |         |

### Trainer
- Ältester Trainer: Ralf Rangnick (Österreich) mit 65 Jahren und 354 Tagen beim ersten Gruppenspiel
- Jüngster Trainer: Julian Nagelsmann (Deutschland) mit 36 Jahren und 327 Tagen beim ersten Gruppenspiel
  - Damit jüngster Trainer bei einer EM überhaupt[12]
- Ausländische Trainer: Ralf Rangnick (Deutscher/Österreich), Roberto Martínez (Spanier/Portugal), Marco Rossi (Italiener/Ungarn), Francesco Calzona (Italiener/Slowakei), Sylvinho (Brasilianer/Albanien), Vincenzo Montella (Italiener/Türkei),  Willy Sagnol (Franzose/Georgien), Domenico Tedesco (Italo-Deutscher/Belgien)
- Folgende Trainer nahmen auch als Spieler an EM-Endrunden teil:
  - Didier Deschamps (Frankreich) – 1992, 1996, 2000 (Europameister) – 13 Spiele
  - Ronald Koeman (Niederlande) – 1988 (Europameister), 1992 – 9 Spiele
  - Dragan Stojković (Jugoslawien/Serbien) – 1984, 2000 – 7 Spiele
  - Gareth Southgate (England) – 1996, 2000 – 6 Spiele
  - Willy Sagnol (Frankreich) – 2004, 2008 – 5 Spiele
  - Murat Yakin (Schweiz) – 2004 – 3 Spiele
  - Vincenzo Montella (Italien) – 2000 – 2 Spiele
- Folgende Trainer nahmen zum wiederholten Mal teil:
  - Didier Deschamps (Frankreich) – 2016/Finale: 7 Spiele, 2021/Achtelfinale: 4 Spiele
  - Gareth Southgate (England) – 2021/Finale: 7 Spiele
  - Kasper Hjulmand (Dänemark) – 2021/Halbfinale: 6 Spiele
  - Roberto Martínez (Belgien, nun Portugal) – 2021/Viertelfinale: 5 Spiele
  - Zlatko Dalić (Kroatien) – 2021/Achtelfinale: 4 Spiele
  - Steve Clarke (Schottland) – 2021/Vorrunde: 3 Spiele
  - Marco Rossi (Ungarn) – 2021/Vorrunde: 3 Spiele

Im Viertelfinale gegen die Schweiz saß Gareth Southgate zum 100. Mal als Trainer auf der Bank der Engländer. Roberto Martínez hatte im Viertelfinale gegen Frankreich auch sein 100. Länderspiel als Nationaltrainer, davon 80 mit Belgien und 20 mit Portugal. Der Sieg gegen Österreich im ersten Gruppenspiel war der 100. Sieg als Nationaltrainer für Didier Deschamps.

### Schiedsrichter
- Erfahrenster Schiedsrichter ist der Pole Szymon Marciniak, der vor der EM bereits 45 Länderspiele mit europäischen Mannschaften geleitet hat, davon Spiele bei der EM 2016 (3), WM 2018 und 2022 (4, inkl. Finale 2022 plus ein Spiel ohne europäische Beteiligung)
- Unerfahrenster Schiedsrichter ist der Schwede Glenn Nyberg, der vor der EM erst elf Länderspiele geleitet hat.
- Ältester Schiedsrichter ist der Italiener Daniele Orsato, der am 14. Juni 48 Jahre und 204 Tage alt ist.
- Jüngster Schiedsrichter ist der Franzose François Letexier, der am 14. Juni 35 Jahre und 52 Tage alt ist.
- Mit dem Argentinier Facundo Tello ist wie 2021 auch ein Schiedsrichter der südamerikanischen Konföderation an der Europameisterschaft beteiligt. Im Gegenzug ist der Italiener Maurizio Mariani bei der parallel stattfindenden Copa América 2024 im Einsatz.

Quelle:

## Karten
Bei dieser EM wurden insgesamt 240 Gelbe Karten vergeben. Somit wurde ein neuer Negativ-Rekord aufgestellt, soviele waren es noch nie bei einer Europameisterschaft. Der bisherige Höchstwert lag bei 201 Gelben Karten, die bei der EM 2016 vergeben wurden.

### Karten nach Spieler
| Rang   | Spieler                 | Land        | Gelbe Karte | Gelb-Rote Karte | Rote Karte | Sperren                                                                                            |
| ------ | ----------------------- | ----------- | ----------- | --------------- | ---------- | -------------------------------------------------------------------------------------------------- |
| 1.     | Ryan Porteous           | Schottland  |             |                 | 1          | Für die Gruppenspiele gegen die Schweiz und Ungarn                                                 |
| 1.     | Tomáš Chorý             | Tschechien  |             |                 | 1          | Für das Nations-League-Spiel gegen Georgien                                                        |
| 1.     | Bertuğ Yıldırım         | Türkei      |             |                 | 1          | Für das Nationsleague-Spiel gegen Wales                                                            |
| 4      | Dani Carvajal           | Spanien     | 2           | 1               |            | Für das Halbfinale gegen Frankreich                                                                |
| 5.     | Antonín Barák           | Tschechien  | 1           | 1               |            | Für das Nations League-Spiel gegen Georgien                                                        |
| 6.     | Silvan Widmer           | Schweiz     | 3           |                 |            | Für das Achtelfinale gegen Italien                                                                 |
| 6.     | Rodri                   | Spanien     | 3           |                 |            | Für das Gruppenspiel gegen Albanien                                                                |
| 8.     | Dodi Lukébakio          | Belgien     | 2           |                 |            | Für das Gruppenspiel gegen die Ukraine                                                             |
| 8.     | Orel Mangala            | Belgien     | 2           |                 |            | Vor Wirkung ausgeschieden                                                                          |
| 8.     | Morten Hjulmand         | Dänemark    | 2           |                 |            | Für das Achtelfinale gegen Deutschland                                                             |
| 8.     | Joakim Mæhle            | Dänemark    | 2           |                 |            | Vor Wirkung ausgeschieden                                                                          |
| 8.     | Robert Andrich          | Deutschland | 2           |                 |            | Vor Wirkung ausgeschieden                                                                          |
| 8.     | Maximilian Mittelstädt  | Deutschland | 2           |                 |            | Vor Wirkung ausgeschieden                                                                          |
| 8.     | Antonio Rüdiger         | Deutschland | 2           |                 |            | Vor Wirkung ausgeschieden                                                                          |
| 8.     | Jonathan Tah            | Deutschland | 2           |                 |            | Für das Achtelfinale gegen Dänemark                                                                |
| 8.     | Jude Bellingham         | England     | 2           |                 |            | Die zweite Karte hat keine Wirkung gehabt, da sie nach dem Viertelfinale erhalten wurde.           |
| 8.     | Marc Guéhi              | England     | 2           |                 |            | Für das Viertelfinale gegen die Schweiz                                                            |
| 8.     | Harry Kane              | England     | 2           |                 |            | Die zweite Karte hat keine Wirkung gehabt, da sie nach dem Viertelfinale im Finale erhalten wurde. |
| 8.     | Kieran Trippier         | England     | 2           |                 |            | Die zweite Karte hat keine Wirkung gehabt, da sie nach dem Viertelfinale erhalten wurde.           |
| 8.     | Adrien Rabiot           | Frankreich  | 2           |                 |            | Für das Viertelfinale gegen Portugal                                                               |
| 8.     | Aurélien Tchouaméni     | Frankreich  | 2           |                 |            | Die zweite Karte hätte keine Wirkung gehabt, da sie nach dem Viertelfinale erhalten wurde.         |
| 8.     | Ansor Mekwabischwili    | Georgien    | 2           |                 |            | Für das Achtelfinale gegen Spanien                                                                 |
| 8.     | Riccardo Calafiori      | Italien     | 2           |                 |            | Für das Achtelfinale gegen die Schweiz                                                             |
| 8.     | Virgil van Dijk         | Niederlande | 2           |                 |            | Die zweite Karte hätte keine Wirkung gehabt, da sie nach dem Viertelfinale erhalten wurde.         |
| 8.     | Denzel Dumfries         | Niederlande | 2           |                 |            | Die zweite Karte hätte keine Wirkung gehabt, da sie nach dem Viertelfinale erhalten wurde.         |
| 8.     | Xavi Simons             | Niederlande | 2           |                 |            | Die zweite Karte hätte keine Wirkung gehabt, da sie nach dem Viertelfinale erhalten wurde.         |
| 8.     | Patrick Wimmer          | Österreich  | 2           |                 |            | Für das Achtelfinale gegen Türkei                                                                  |
| 8.     | Rafael Leão             | Portugal    | 2           |                 |            | Für das Gruppenspiel gegen Georgien                                                                |
| 8.     | João Palhinha           | Portugal    | 2           |                 |            | Vor Wirkung ausgeschieden                                                                          |
| 8.     | Nicușor Bancu           | Rumänien    | 2           |                 |            | Für das Achtelfinale gegen die Niederlande                                                         |
| 8.     | Marius Marin            | Rumänien    | 2           |                 |            | Vor Wirkung ausgeschieden                                                                          |
| 8.     | Scott McTominay         | Schottland  | 2           |                 |            | Vor Wirkung ausgeschieden                                                                          |
| 8.     | Erik Janža              | Slowenien   | 2           |                 |            | Für das Achtelfinale gegen Portugal                                                                |
| 8.     | Jaka Bijol              | Slowenien   | 2           |                 |            | Vor Wirkung ausgeschieden                                                                          |
| 8.     | Robin Le Normand        | Spanien     | 2           |                 |            | Für das Halbfinale gegen Frankreich                                                                |
| 8.     | Patrik Schick           | Tschechien  | 2 1         |                 |            | Vor Wirkung ausgeschieden                                                                          |
| 8.     | Tomáš Souček            | Tschechien  | 2           |                 |            | Vor Wirkung ausgeschieden                                                                          |
| 8.     | Abdülkerim Bardakcı     | Türkei      | 2           |                 |            | Für das Gruppenspiel gegen Tschechien                                                              |
| 8.     | Samet Akaydin           | Türkei      | 2           |                 |            | Für das Achtelfinale gegen Österreich                                                              |
| 8.     | Hakan Çalhanoğlu        | Türkei      | 2           |                 |            | Für das Achtelfinale gegen Österreich                                                              |
| 8.     | Orkun Kökçü             | Türkei      | 2           |                 |            | Für das Viertelfinale gegen die Niederlande                                                        |
| 8.     | İsmail Yüksek           | Türkei      | 2           |                 |            | Für das Viertelfinale gegen die Niederlande                                                        |
| 43.    | Nedim Bajrami           | Albanien    | 1           |                 |            | |
| 43.    | Medon Berisha           | Albanien    | 1           |                 |            | |
| 43.    | Armando Broja           | Albanien    | 1           |                 |            | |
| 43.    | Mirlind Daku            | Albanien    | 1           |                 |            | |
| 43.    | Klaus Gjasula           | Albanien    | 1           |                 |            | |
| 43.    | Arbër Hoxha             | Albanien    | 1           |                 |            | |
| 43.    | Elseid Hysaj            | Albanien    | 1           |                 |            | |
| 43.    | Wout Faes               | Belgien     | 1           |                 |            | |
| 43.    | Youri Tielemans         | Belgien     | 1           |                 |            | |
| 43.    | Jan Vertonghen          | Belgien     | 1           |                 |            | |
| 43.    | Joachim Andersen        | Dänemark    | 1           |                 |            | |
| 43.    | Christian Nørgaard      | Dänemark    | 1           |                 |            | |
| 43.    | Jannik Vestergaard      | Dänemark    | 1           |                 |            | |
| 43.    | Jonas Wind              | Dänemark    | 1           |                 |            | |
| 43.    | Toni Kroos              | Deutschland | 1           |                 |            | |
| 43.    | David Raum              | Deutschland | 1           |                 |            | |
| 43.    | Nico Schlotterbeck      | Deutschland | 1           |                 |            | |
| 43.    | Deniz Undav             | Deutschland | 1           |                 |            | |
| 43.    | Florian Wirtz           | Deutschland | 1           |                 |            | |
| 43.    | Conor Gallagher         | England     | 1           |                 |            | |
| 43.    | Phil Foden              | England     | 1           |                 |            | |
| 43.    | Kobbie Mainoo           | England     | 1           |                 |            | |
| 43.    | Bukayo Saka             | England     | 1           |                 |            | |
| 43.    | John Stones             | England     | 1           |                 |            | |
| 43.    | Ollie Watkins           | England     | 1           |                 |            | |
| 43.    | Eduardo Camavinga       | Frankreich  | 1           |                 |            | |
| 43.    | Ousmane Dembélé         | Frankreich  | 1           |                 |            | |
| 43.    | Antoine Griezmann       | Frankreich  | 1           |                 |            | |
| 43.    | Kylian Mbappé           | Frankreich  | 1           |                 |            | |
| 43.    | William Saliba          | Frankreich  | 1           |                 |            | |
| 43.    | Suriko Dawitaschwili    | Georgien    | 1           |                 |            | |
| 43.    | Giorgi Gwelessiani      | Georgien    | 1           |                 |            | |
| 43.    | Guram Kaschia           | Georgien    | 1           |                 |            | |
| 43.    | Giorgi Kotschoraschwili | Georgien    | 1           |                 |            | |
| 43.    | Solomon Kwirkwelia      | Georgien    | 1           |                 |            | |
| 43.    | Bryan Cristante         | Italien     | 1           |                 |            | |
| 43.    | Gianluigi Donnarumma    | Italien     | 1           |                 |            | |
| 43.    | Nicolò Fagioli          | Italien     | 1           |                 |            | |
| 43.    | Lorenzo Pellegrini      | Italien     | 1           |                 |            | |
| 43.    | Stephan El Shaarawy     | Italien     | 1           |                 |            | |
| 43.    | Nicolò Barella          | Italien     | 1           |                 |            | |
| 43.    | Gianluca Mancini        | Italien     | 1           |                 |            | |
| 43.    | Marcelo Brozović        | Kroatien    | 1           |                 |            | |
| 43.    | Luka Ivanušec           | Kroatien    | 1           |                 |            | |
| 43.    | Ivica Ivušić            | Kroatien    | 1           |                 |            | |
| 43.    | Luka Modrić             | Kroatien    | 1           |                 |            | |
| 43.    | Marin Pongračić         | Kroatien    | 1           |                 |            | |
| 43.    | Josip Stanišić          | Kroatien    | 1           |                 |            | |
| 43.    | Luka Sučić              | Kroatien    | 1           |                 |            | |
| 43.    | Nathan Aké              | Niederlande | 1           |                 |            | |
| 43.    | Donyell Malen           | Niederlande | 1           |                 |            | |
| 43.    | Jerdy Schouten          | Niederlande | 1           |                 |            | |
| 43.    | Joey Veerman            | Niederlande | 1           |                 |            | |
| 43.    | Wout Weghorst           | Niederlande | 1           |                 |            | |
| 43.    | Marko Arnautović        | Österreich  | 1           |                 |            | |
| 43.    | Christoph Baumgartner   | Österreich  | 1           |                 |            | |
| 43.    | Kevin Danso             | Österreich  | 1           |                 |            | |
| 43.    | Konrad Laimer           | Österreich  | 1           |                 |            | |
| 43.    | Philipp Lienhart        | Österreich  | 1           |                 |            | |
| 43.    | Phillipp Mwene          | Österreich  | 1           |                 |            | |
| 43.    | Stefan Posch            | Österreich  | 1           |                 |            | |
| 43.    | Leopold Querfeld        | Österreich  | 1           |                 |            | |
| 43.    | Romano Schmid           | Österreich  | 1           |                 |            | |
| 43.    | Maximilian Wöber        | Österreich  | 1           |                 |            | |
| 43.    | Paweł Dawidowicz        | Polen       | 1           |                 |            | |
| 43.    | Robert Lewandowski      | Polen       | 1           |                 |            | |
| 43.    | Jakub Moder             | Polen       | 1           |                 |            | |
| 43.    | Bartosz Slisz           | Polen       | 1           |                 |            | |
| 43.    | Karol Świderski         | Polen       | 1           |                 |            | |
| 43.    | Wojciech Szczęsny       | Polen       | 1           |                 |            | |
| 43.    | Nicola Zalewski         | Polen       | 1           |                 |            | |
| 43.    | Francisco Conceição     | Portugal    | 1           |                 |            | |
| 43.    | Cristiano Ronaldo       | Portugal    | 1           |                 |            | |
| 43.    | João Cancelo            | Portugal    | 1           |                 |            | |
| 43.    | Pedro Neto              | Portugal    | 1           |                 |            | |
| 43.    | Rúben Neves             | Portugal    | 1           |                 |            | |
| 43.    | Andrei Burcă            | Rumänien    | 1           |                 |            | |
| 43.    | Răzvan Marin            | Rumänien    | 1           |                 |            | |
| 43.    | George Pușcaș           | Rumänien    | 1           |                 |            | |
| 43.    | Nicolae Stanciu         | Rumänien    | 1           |                 |            | |
| 43.    | John McGinn             | Schottland  | 1           |                 |            | |
| 43.    | Scott McKenna           | Schottland  | 1           |                 |            | |
| 43.    | Tony Ralston            | Schottland  | 1           |                 |            | |
| 43.    | Remo Freuler            | Schweiz     | 1           |                 |            | |
| 43.    | Dan Ndoye               | Schweiz     | 1           |                 |            | |
| 43.    | Ricardo Rodríguez       | Schweiz     | 1           |                 |            | |
| 43.    | Fabian Schär            | Schweiz     | 1           |                 |            | |
| 43.    | Vincent Sierro          | Schweiz     | 1           |                 |            | |
| 43.    | Granit Xhaka            | Schweiz     | 1           |                 |            | |
| 43.    | Mijat Gaćinović         | Serbien     | 1           |                 |            | |
| 43.    | Nemanja Gudelj          | Serbien     | 1           |                 |            | |
| 43.    | Luka Jović              | Serbien     | 1           |                 |            | |
| 43.    | Saša Lukić              | Serbien     | 1           |                 |            | |
| 43.    | Filip Mladenović        | Serbien     | 1           |                 |            | |
| 43.    | Nikola Milenković       | Serbien     | 1           |                 |            | |
| 43.    | Aleksandar Mitrović     | Serbien     | 1           |                 |            | |
| 43.    | Dušan Tadić             | Serbien     | 1           |                 |            | |
| 43.    | Ondrej Duda             | Slowakei    | 1           |                 |            | |
| 43.    | Norbert Gyömbér         | Slowakei    | 1           |                 |            | |
| 43.    | Juraj Kucka             | Slowakei    | 1           |                 |            | |
| 43.    | Peter Pekarík           | Slowakei    | 1           |                 |            | |
| 43.    | Ivan Schranz            | Slowakei    | 1           |                 |            | |
| 43.    | Milan Škriniar          | Slowakei    | 1           |                 |            | |
| 43.    | Denis Vavro             | Slowakei    | 1           |                 |            | |
| 43.    | Jure Balkovec           | Slowenien   | 1           |                 |            | |
| 43.    | Žan Celar               | Slowenien   | 1           |                 |            | |
| 43.    | Vanja Drkušić           | Slowenien   | 1           |                 |            | |
| 43.    | Žan Karničnik           | Slowenien   | 1           |                 |            | |
| 43.    | Jon Gorenc Stankovič    | Slowenien   | 1           |                 |            | |
| 43.    | Petar Stojanović        | Slowenien   | 1           |                 |            | |
| 43.    | Žan Vipotnik            | Slowenien   | 1           |                 |            | |
| 43.    | Fabián                  | Spanien     | 1           |                 |            | |
| 43.    | Álvaro Morata           | Spanien     | 1           |                 |            | |
| 43.    | Jesús Navas             | Spanien     | 1           |                 |            | |
| 43.    | Dani Olmo               | Spanien     | 1           |                 |            | |
| 43.    | Unai Simón              | Spanien     | 1           |                 |            | |
| 43.    | Ferran Torres           | Spanien     | 1           |                 |            | |
| 43.    | Dani Vivian             | Spanien     | 1           |                 |            | |
| 43.    | Lamine Yamal            | Spanien     | 1           |                 |            | |
| 43.    | Lukáš Červ              | Tschechien  | 1           |                 |            | |
| 43.    | Vladimír Coufal         | Tschechien  | 1           |                 |            | |
| 43.    | Tomáš Holeš             | Tschechien  | 1           |                 |            | |
| 43.    | Vítězslav Jaroš         | Tschechien  | 1           |                 |            | |
| 43.    | David Jurásek           | Tschechien  | 1           |                 |            | |
| 43.    | Ladislav Krejčí         | Tschechien  | 1           |                 |            | |
| 43.    | Lukáš Provod            | Tschechien  | 1           |                 |            | |
| 43.    | Kaan Ayhan              | Türkei      | 1           |                 |            | |
| 43.    | Uğurcan Çakır           | Türkei      | 1           |                 |            | |
| 43.    | Zeki Çelik              | Türkei      | 1           |                 |            | |
| 43.    | Arda Güler              | Türkei      | 1           |                 |            | |
| 43.    | Mert Günok              | Türkei      | 1           |                 |            | |
| 43.    | Mert Müldür             | Türkei      | 1           |                 |            | |
| 43.    | Salih Özcan             | Türkei      | 1           |                 |            | |
| 43.    | Cenk Tosun              | Türkei      | 1           |                 |            | |
| 43.    | Kenan Yıldız            | Türkei      | 1           |                 |            | |
| 43.    | Artem Dowbyk            | Ukraine     | 1           |                 |            | |
| 43.    | Roman Jaremtschuk       | Ukraine     | 1           |                 |            | |
| 43.    | Juchym Konoplja         | Ukraine     | 1           |                 |            | |
| 43.    | Bendegúz Bolla          | Ungarn      | 1           |                 |            | |
| 43.    | Kevin Csoboth           | Ungarn      | 1           |                 |            | |
| 43.    | László Kleinheisler     | Ungarn      | 1           |                 |            | |
| 43.    | Willi Orbán             | Ungarn      | 1           |                 |            | |
| 43.    | András Schäfer          | Ungarn      | 1           |                 |            | |
| 43.    | Callum Styles           | Ungarn      | 1           |                 |            | |
| 43.    | Attila Szalai           | Ungarn      | 1           |                 |            | |
| 43.    | Dominik Szoboszlai      | Ungarn      | 1           |                 |            | |
| 43.    | Barnabás Varga          | Ungarn      | 1           |                 |            | |
| Summe  | Summe                   | Summe       | 225         | 2               | 3          | |
| Quelle |                         |             |             |                 |            | |

### Karten nach Mannschaften
| Rang                                           | Land (Spiele)   | Gelbe Karte | Gelb-Rote Karte | Rote Karte |
| ---------------------------------------------- | --------------- | ----------- | --------------- | ---------- |
| 1                                              | Tschechien (3)  | 13          | 1               | 1          |
| 2                                              | Türkei (5)      | 20 12       |                 | 1          |
| 3                                              | Slowenien (4)   | 12 5        |                 | 1 9        |
| 4                                              | Schottland (3)  | 5           |                 | 1          |
| 5                                              | Spanien (7)     | 16          | 1               |            |
| 6                                              | Deutschland (5) | 14 8        |                 |            |
| 6                                              | England (7)     | 14          |                 |            |
| 8                                              | Österreich (4)  | 12          |                 |            |
| 9                                              | Niederlande (6) | 11          |                 |            |
| 10                                             | Italien (4)     | 10 3        |                 |            |
| 10                                             | Portugal (5)    | 10          |                 |            |
| 10                                             | Schweiz (5)     | 10 2        |                 |            |
| 10                                             | Ungarn (3)      | 10 1        |                 |            |
| 14                                             | Dänemark (4)    | 9 7         |                 |            |
| 14                                             | Frankreich (6)  | 9           |                 |            |
| 14                                             | Rumänien (4)    | 9 6         |                 |            |
| 14                                             | Serbien (3)     | 9 4         |                 |            |
| 18                                             | Belgien (4)     | 8 11        |                 |            |
| 18                                             | Polen (3)       | 8           |                 |            |
| 18                                             | Slowakei (4)    | 8           |                 |            |
| 21                                             | Albanien (3)    | 7           |                 |            |
| 21                                             | Georgien (4)    | 7           |                 |            |
| 21                                             | Kroatien (3)    | 7           |                 |            |
| 24                                             | Ukraine (3)     | 3           |                 |            |
| Quelle – Stand: 14. Juli 2024, nach dem Finale |                 |             |                 |            |

## Sperren im Turnier
| Spieler              | Vergehen                                                     | Sperre im Spiel                     |
| -------------------- | ------------------------------------------------------------ | ----------------------------------- |
| Giorgi Loria         | im Play-off-Finale gegen Griechenland                        | Gruppe F gg. die Türkei             |
| Ryan Porteous        | in Gruppe A gg. Deutschland                                  | Gruppe A gg. die Schweiz und Ungarn |
| Mirlind Daku         | Disziplinarische Strafe nach dem Spiel gegen Kroatien        | Gruppe B gg. die Spanien            |
| Dodi Lukébakio       | in Gruppe E gg. die Slowakei in Gruppe E gg. Rumänien        | Gruppe E gg. die Ukraine            |
| Rafael Leão          | in Gruppe F gg. Tschechien in Gruppe F gg. die Türkei        | Gruppe F gg. Georgien               |
| Rodri                | in Gruppe B gg. Kroatien in Gruppe B gg. Italien             | Gruppe B gg. Albanien               |
| Abdülkerim Bardakcı  | in Gruppe F gg. Georgien in Gruppe F gg. Portugal            | Gruppe F gg. Tschechien             |
| Jonathan Tah         | in Gruppe A gg. Schottland in Gruppe A gg. die Schweiz       | Achtelfinale gg. Dänemark           |
| Silvan Widmer        | in Gruppe A gg. Ungarn in Gruppe A gg. Deutschland           | Achtelfinale gg. Italien            |
| Riccardo Calafiori   | in Gruppe B gg. Albanien in Gruppe B gg. Kroatien            | Achtelfinale gg. die Schweiz        |
| Patrick Wimmer       | in Gruppe D gg. Polen in Gruppe D gg. die Niederlande        | Achtelfinale gg. die Türkei         |
| Morten Hjulmand      | in Gruppe C gg. Slowenien in Gruppe C gg. Serbien            | Achtelfinale gg. Deutschland        |
| Erik Janža           | in Gruppe C gg. Serbien in Gruppe C gg. England              | Achtelfinale gg. Portugal           |
| Nicușor Bancu        | in Gruppe E gg. Belgien in Gruppe E gg. die Slowakei         | Achtelfinale gg. die Niederlande    |
| Ansor Mekwabischwili | in Gruppe F gg. Tschechien in Gruppe F gg. Portugal          | Achtelfinale gg. Spanien            |
| Samet Akaydin        | in Gruppe F gg. Portugal in Gruppe F gg. Tschechien          | Achtelfinale gg. Österreich         |
| Hakan Çalhanoğlu     | in Gruppe F gg. Georgien in Gruppe F gg. Tschechien          | Achtelfinale gg. Österreich         |
| Marc Guéhi           | in Gruppe C gg. Slowenien im Achtelfinale gg. die Slowakei   | Viertelfinale gg. die Schweiz       |
| Adrien Rabiot        | in Gruppe D gg. Polen im Achtelfinale gg. Belgien            | Viertelfinale gg. Portugal          |
| Orkun Kökçü          | in Gruppe F gg. Tschechien im Achtelfinale gg. Österreich    | Viertelfinale gg. die Niederlande   |
| İsmail Yüksek        | in Gruppe F gg. Tschechien im Achtelfinale gg. Österreich    | Viertelfinale gg. die Niederlande   |
| Merih Demiral        | Disziplinarische Strafe nach dem Spiel gegen Österreich      | Viertelfinale gg. die Niederlande   |
| Dani Carvajal        | in Gruppe B gg. Italien und im Viertelfinale gg. Deutschland | Halbfinale gg. Frankreich           |
| Robin Le Normand     | in Gruppe B gg. Italien im Viertelfinale gg. Deutschland     | Halbfinale gg. Frankreich           |

## Spieler des Spiels
Der jeweilige „Spieler des Spiels“ wird von einem UEFA-eigenen Team von sogenannten „technischen Beobachtern“ nach nicht näher bekannten Kriterien ausgewählt.
| Spieler des Spiels    | Partie        | Spieler des Spiels    | Partie     | Spieler des Spiels     | Partie     |
| Vorrunde              | Vorrunde      | Vorrunde              | Vorrunde   | Vorrunde               | Vorrunde   |
| Spieltag 1            | Spieltag 1    | Spieltag 2            | Spieltag 2 | Spieltag 3             | Spieltag 3 |
| --------------------- | ------------- | --------------------- | ---------- | ---------------------- | ---------- |
| Jamal Musiala         | 5:1           | Andrej Kramarić       | 2:2        | Granit Xhaka (2)       | 1:1        |
| Granit Xhaka (1)      | 1:3           | İlkay Gündoğan        | 2:0        | Roland Sallai          | 0:1        |
| Fabián                | 3:0           | Manuel Akanji         | 1:1        | Luka Modrić            | 1:1        |
| Federico Chiesa       | 2:1           | Žan Karničnik         | 1:1        | Ferran Torres          | 0:1        |
| Cody Gakpo (1)        | 1:2           | Pierre Emile Højbjerg | 1:1        | Marcel Sabitzer        | 2:3        |
| Christian Eriksen (1) | 1:1           | Nico Williams (1)     | 1:0        | Łukasz Skorupski       | 1:1        |
| Jude Bellingham (1)   | 0:1           | Mykola Schaparenko    | 1:2        | Adam Gnezda Čerin      | 0:0        |
| Nicolae Stanciu       | 3:0           | Christoph Baumgartner | 1:3        | Christian Eriksen (2)  | 0:0        |
| Stanislav Lobotka (1) | 0:1           | N’Golo Kanté (2)      | 0:0        | Stanislav Lobotka (2)  | 1:1        |
| N’Golo Kanté (1)      | 0:1           | Giorgi Mamardaschwili | 1:1        | Kevin De Bruyne (2)    | 0:0        |
| Arda Güler            | 3:1           | Bernardo Silva        | 0:3        | Chwitscha Kwarazchelia | 2:0        |
| Vitinha               | 2:1           | Kevin De Bruyne (1)   | 2:0        | Barış Alper Yılmaz     | 1:2        |
| Finalrunde            |               |                       |            |                        |            |
| Achtelfinale          | Achtelfinale  | Rubén Vargas          | 2:0        | Jules Koundé           | 1:0        |
| Achtelfinale          | Achtelfinale  | Antonio Rüdiger       | 2:0        | Diogo Costa            | 0:0V, 3:0E |
| Achtelfinale          | Achtelfinale  | Jude Bellingham (2)   | 2:1V       | Cody Gakpo (2)         | 0:3        |
| Achtelfinale          | Achtelfinale  | Rodri                 | 4:1        | Merih Demiral          | 1:2        |
| Viertelfinale         | Viertelfinale | Dani Olmo             | 2:1V       | Bukayo Saka            | 1:1V, 5:3E |
| Viertelfinale         | Viertelfinale | Ousmane Dembélé       | 0:0V, 3:5E | Stefan de Vrij         | 2:1        |
| Halbfinale            | Halbfinale    | Lamine Yamal          | 2:1        | Ollie Watkins          | 2:1        |
| Finale                | Finale        | Nico Williams (2)     | 2:1        |                        |            |

- (Zahl) = Anzahl der Auszeichnungen bei mehr als einer
- V = Ergebnis nach Verlängerung
- E = Ergebnis im Elfmeterschießen

## Inoffizielle Gesamttabelle
Die Tabelle ist vorsortiert nach der erreichten Runde und nach den Regeln zur Ermittlung der vier besten Gruppendritten. Spiele, die im Elfmeterschießen entschieden werden, werden als Unentschieden gewertet.
Von der UEFA wird keine offizielle Gesamttabelle geführt. Die Tabelle ist manuell nach den verschiedenen Kriterien sortierbar.
| Pl.                                   | Land        | Sp. | S | U | N | Tore    | Diff. | Punkte | Gelbe Karte | Gelb-Rote Karte | Rote Karte | FP  | Gruppe |
| ------------------------------------- | ----------- | --- | - | - | - | ------- | ----- | ------ | ----------- | --------------- | ---------- | --- | ------ |
| 1.                                    | Spanien     | 7   | 7 | 0 | 0 | 015:400 | +11   | 21     | 16          | 1               | 0          | 19  | B1     |
| 2.                                    | England     | 7   | 3 | 3 | 1 | 008:600 | +2    | 12     | 14          | 0               | 0          | 14  | C1     |
| 3.                                    | Niederlande | 6   | 3 | 1 | 2 | 010:700 | +3    | 10     | 11          | 0               | 0          | 11  | D3     |
| 4.                                    | Frankreich  | 6   | 2 | 3 | 1 | 004:300 | +1    | 09     | 9           | 0               | 0          | 9   | D2     |
| 5.                                    | Deutschland | 5   | 3 | 1 | 1 | 011:400 | +7    | 10     | 14 8        | 0               | 0          | 14  | A1     |
| 6.                                    | Schweiz     | 5   | 2 | 3 | 0 | 008:400 | +4    | 09     | 10 2        | 0               | 0          | 10  | A2     |
| 7.                                    | Türkei      | 5   | 3 | 0 | 2 | 008:800 | ±0    | 09     | 20          | 0               | 1          | 23  | F2     |
| 8.                                    | Portugal    | 5   | 2 | 2 | 1 | 005:300 | +2    | 08     | 10          | 0               | 0          | 10  | F1     |
| 9.                                    | Österreich  | 4   | 2 | 0 | 2 | 007:600 | +1    | 06     | 12          | 0               | 0          | 12  | D1     |
| 10.                                   | Belgien     | 4   | 1 | 1 | 2 | 002:200 | ±0    | 04     | 8           | 0               | 0          | 8   | E2     |
| 11.                                   | Slowenien   | 4   | 0 | 4 | 0 | 002:200 | ±0    | 04     | 12 5        | 0               | 1 9        | 12  | C3     |
| 12.                                   | Slowakei    | 4   | 1 | 1 | 2 | 004:500 | −1    | 04     | 8           | 0               | 0          | 8   | E3     |
| 13.                                   | Rumänien    | 4   | 1 | 1 | 2 | 004:600 | −2    | 04     | 9 6         | 0               | 0          | 9   | E1     |
| 14.                                   | Italien     | 4   | 1 | 1 | 2 | 003:500 | −2    | 04     | 10 3        | 0               | 0          | 10  | B2     |
| 15.                                   | Georgien    | 4   | 1 | 1 | 2 | 005:900 | −4    | 04     | 7           | 0               | 0          | 7   | F3     |
| 16.                                   | Dänemark    | 4   | 0 | 3 | 1 | 002:400 | −2    | 03     | 9 7         | 0               | 0          | 9   | C2     |
| 17.                                   | Ukraine     | 3   | 1 | 1 | 1 | 002:400 | −2    | 04     | 3           | 0               | 0          | 3   | E4     |
| 18.                                   | Ungarn      | 3   | 1 | 0 | 2 | 002:500 | −3    | 03     | 10 1        | 0               | 0          | 10  | A3     |
| 19.                                   | Serbien     | 3   | 0 | 2 | 1 | 001:200 | −1    | 02     | 9 4         | 0               | 0          | 9   | C4     |
| 20.                                   | Kroatien    | 3   | 0 | 2 | 1 | 003:600 | −3    | 02     | 7           | 0               | 0          | 7   | B3     |
| 21.                                   | Albanien    | 3   | 0 | 1 | 2 | 003:500 | −2    | 01     | 7           | 0               | 0          | 7   | B4     |
| 22.                                   | Tschechien  | 3   | 0 | 1 | 2 | 003:500 | −2    | 01     | 12          | 1               | 1          | 18  | F4     |
| 23.                                   | Polen       | 3   | 0 | 1 | 2 | 003:600 | −3    | 01     | 8           | 0               | 0          | 8   | D4     |
| 24.                                   | Schottland  | 3   | 0 | 1 | 2 | 002:700 | −5    | 01     | 5           | 0               | 1          | 8   | A4     |
|                                       |             |     |   |   |   |         |       |        | 240         | 2               | 4          | 255 |        |
| Stand: nach dem Finale; 14. Juli 2024 |             |     |   |   |   |         |       |        |             |                 |            |     |        |

|  | Europameister        |
|  | Finalist             |
|  | Aus im Halbfinale    |
|  | Aus im Viertelfinale |
|  | Aus im Achtelfinale  |
|  | Aus in Vorrunde      |

| A1                      | Platzierung in der Gruppe                         |
| Fair-Play-Wertung (FP): |                                                   |
| Gelbe Karte             | je 1 Punkt                                        |
| Gelb-Rote Karte         | je 3 Punkte; erste Gelbe Karte ist hier enthalten |
| Rote Karte              | je 3 Punkte                                       |

## Sonstiges
- Deutschland ist das erste Team, bei dem in einem Spiel der Europameisterschaft zwei Spieler im Alter von 21 Jahren oder jünger ein Tor erzielt haben (Florian Wirtz und Jamal Musiala beim Eröffnungsspiel gegen Schottland).[20]
- Deutschland hat zum achten Mal sein Auftaktspiel bei einer Europameisterschaft gewonnen – kein anderes Team hat mehr als sechs Mal gewonnen.[20]
- Im Gruppenspiel zwischen Ungarn und der Schweiz wurde Dominik Szoboszlai (Ungarn) mit 23 Jahren und 234 Tagen der jüngste Kapitän in der Geschichte des Wettbewerbs.[21]
- Im ersten Gruppenspiel der Gruppe B zwischen Italien und Albanien am 15. Juni 2024 (Endstand: 2:1) erzielte der Albaner Nedim Bajrami nach nur 23 Sekunden nach Anpfiff das schnellste Tor in der Geschichte der Europameisterschaft. Den bisherigen Rekord hielt Dmitri Kiritschenko aus Russland, der bei der EM 2004 gegen Griechenland nach 67 Sekunden traf.[22][23]
- Im ersten Gruppenspiel der Gruppe C beim 1:0-Sieg Englands über Serbien absolvierte Harry Kane seinen 23. Einsatz bei Welt- und Europameisterschaften und wurde so zum englischen Rekordhalter.[24]
- Das Gruppenspiel zwischen Polen und den Niederlanden war das erste Aufeinandertreffen der beiden Mannschaften bei einem großen Turnier überhaupt.[25]
- Beim Gruppenspiel zwischen Slowenien und Dänemark stellte Andreas Christensen (Dänemark) einen neuen EM-Rekord auf, indem er alle seine 89 Pässe erfolgreich an den Mitspieler brachte und damit eine Passquote von 100 Prozent erreichte. Auch Toni Kroos (Deutschland) erreichte beim Eröffnungsspiel einen Höchstwert: 101 seiner 102 Pässe erreichten ihre Mitspieler. Die Passquote von 99 Prozent ist die höchste, die jemals von einem Spieler mit mehr als 100 gespielten Pässen in einem EM-Spiel erreicht wurde. Dies sind die höchsten Quoten, die seit Beginn der Datenerfassung (im Jahr 1980) erzielt wurden.[26]
- Die Slowakei war die erste Nationalmannschaft bei einer Europameisterschaft mit zwei Feldspielern in der Startelf, die 37 Jahre oder älter waren. Beim Gruppenspiel gegen Belgien standen Juraj Kucka und Peter Pekarík (beide 37 Jahre alt) in der Startelf.[27]
  - Portugal stellte dann im ersten Gruppenspiel einen Tag später als erste Nationalmannschaft mit Cristiano Ronaldo (39 Jahre und 134 Tage) sowie Pepe (41 Jahre und 113 Tage) zwei Spieler auf, die älter als 39 Jahre waren. Beide standen vier Tage später erneut in der Startelf.
- EM-Rekordtorhüter: Manuel Neuer (Deutschland) wurde mit seinem 18. Einsatz beim 1:1-Unentschieden im dritten Gruppenspiel gegen die Schweiz zum alleinigen Rekordtorhüter bei EM-Endrunden (20 Einsätze; Stand: 5. Juli 2024) und überholte damit den ehemaligen italienischen Torwart Gianluigi Buffon (17 Einsätze).[28]
  - Neuer wurde beim 2:0-Sieg im zweiten Gruppenspiel gegen die Ungarn mit 37 Einsätzen auch zum Rekordtorhüter bei WM- und EM-Endrunden zusammen (40 Einsätze, Stand: 5. Juli 2024).[29]
  - Beim 2:0-Erfolg Deutschlands über Dänemark im Achtelfinale wurde Manuel Neuer mit seinem 19. Einsatz deutscher EM-Rekordspieler, als er Bastian Schweinsteiger (18 Einsätze) hinter sich ließ.[30]
- Deutschland erreichte mit dem Sieg im zweiten Gruppenspiel als erste Mannschaft 100 Punkte in der Ewigen Endrunden-Tabelle.
- In Gruppe E kamen alle Teams nach zwei Spieltagen auf drei Punkte. Das gab es bei einer Europameisterschaft noch nie.[31]
- Durch das zwischenzeitliche 1:0 gegen Italien (1:1) im letzten Gruppenspiel wurde der Kroate Luka Modrić zum ältesten Torschützen in der EM-Geschichte mit 38 Jahren und 289 Tagen.[32][33]
- In Gruppe C musste erstmals bei einer EM-Endrunde die Fair-Play-Wertung über die Plätze 2 und 3 entscheiden, da Dänemark und Slowenien beide 3 Punkte bei 2:2 Toren hatten und der direkte Vergleich zwischen beiden unentschieden geendet hatte.
- In Gruppe E hatten alle Mannschaften nach dem dritten Gruppenspiel 4 Punkte. Das gab es zuvor noch nie bei einer Europameisterschaft. Zudem schied mit der Ukraine erstmals in der EM-Geschichte ein Team mit 4 Punkten als Gruppenletzter aus.
- Beim 1:2 im dritten Gruppenspiel der Gruppe F zwischen Tschechien und der Türkei wurden insgesamt 17 Gelbe Karten vergeben. Zudem sah Antonín Barák eine Gelb-Rote und Tomáš Chorý eine Rote Karte. Die vergebenen 17 Gelben Karten sind ein neuer Negativ-Rekord bei Europameisterschaften; der bisherige Höchstwert lag bei 10 Gelben Karten und wurde bei der EM 1996 im Gruppenspiel zwischen Deutschland und Tschechien erreicht.[34]
  - Zudem wurde in diesem Spiel ein Negativ-Rekord für Fair-Play-Punkte aufgestellt. Dieser lag bisher bei 13 Minuspunkten und wurde mit 22 übertroffen.[35]
- Portugal stand als erste Mannschaft zum siebten Mal im Viertelfinale einer EM.
- Portugals Diogo Costa ist der erste Torhüter, der bei einer EM im Elfmeterschießen drei Elfmeter gehalten hat (beim 0:0 (n. V., 3:0 i. E.) gegen Slowenien im Achtelfinale.[35]
  - Diogo Costa ist auch der erste Torhüter, der bei einer EM in einem Elfmeterschießen keinen Gegentreffer kassierte.[35]
  - Cristiano Ronaldo ist mit 39 Jahren und 151 Tagen der älteste Spieler, der bei einem EM-Elfmeterschießen getroffen hat.[35][36]
- Frankreich ist das erste Team der EM-Geschichte, dass nach fünf Spielen während eines Turniers kein Tor aus dem Spiel heraus erzielte bzw. kassierte (inkl. einer gespielten Verlängerung im Viertelfinale, Stand: nach dem Viertelfinale).[37]
- Im Viertelfinale zwischen Spanien und Deutschland (2:1) wurde der Spanier Pedri in der 8. Spielminute zum am schnellsten ausgewechselten Spieler der EM-Geschichte. Er löste so den Franzosen Franck Ribéry ab, der 2008 bei der 0:2-Niederlage im Gruppenspiel gegen Italien in der 10. Minute ausgewechselt wurde.[38]
- Beim 5:3-Sieg im Elfmeterschießen im Viertelfinale gegen die Schweiz absolvierte Gareth Southgate sein 100. Spiel als Trainer der Engländer.[39][40]
  - Durch sein Elfmetertor zum zwischenzeitlichen 1:1-Ausgleich beim Halbfinalsieg der Engländer gegen die Niederlande (2:1) wurde Harry Kane mit insgesamt 6 Toren zum alleinigen Rekordtorjäger bei EM K.-o.-Spielen. Er überholte den Franzosen Antoine Griezmann, der bisher insgesamt fünf Tore in K.-o.-Spielen bei EM-Endrunden erzielt hat.[41]
- Die Schweiz scheitere bei den letzten drei EM-Turnieren jeweils im Elfmeterschießen (2016 4:5 i. E. gegen Polen, 2021 1:3 i. E. gegen Spanien, 2024 3:5 i. E. gegen England).
- Mit seinem zwischenzeitlichen 1:1-Ausgleich beim 2:1-Sieg von Spanien gegen Frankreich im Halbfinale wurde Lamine Yamal mit 16 Jahren und 362 Tagen zum jüngsten Torschützen der EM-Geschichte. Er löste den Schweizer Johan Vonlanthen ab, der bei der EM 2004 in Portugal im Alter von 18 Jahren und 141 Tagen getroffen hatte.[42]
- Spanien gewann als erstes Team alle sieben Spiele in der regulären Spielzeit oder nach Verlängerung ohne Elfmeterschießen bei einer EM-Endrunde.[43]
- Spanien setzte im Halbfinale gegen Frankreich mit Lamine Yamal und Jesús Navas die beiden Spieler mit dem höchsten Altersunterschied in der Startelf ein. Es lagen 7904 Tage Altersunterschied (mehr als 21,65 Jahre) zwischen beiden Spielern.[44]
- Dabei war Jesús Navas im Alter von 38 Jahren und 231 Tagen der älteste Spieler, der je in einem Halbfinale einer EM stand. Er überbot den ehemaligen DFB-Keeper Jens Lehmann, der bei der EM 2008 beim 3:2-Halbfinalsieg der deutschen Mannschaft gegen die Türkei 38 Jahre und 228 Tage alt war.[45]

## Qualifikation
An der Qualifikation nahmen 53 von 55 Mannschaften der UEFA teil. Deutschland ist als Gastgeber automatisch qualifiziert und nahm nicht an der Qualifikation teil. Der russische Verband, welcher zunächst nur vorübergehend suspendiert (siehe Russischer Überfall auf die Ukraine seit 2022) und darum bei der Auslosung mit eingeplant war, wurde am 20. September 2022 von der Auslosung ausgeschlossen. Es qualifizierten sich die Gruppensieger und -zweiten aus sieben Fünfer- und drei Sechsergruppen. Zudem konnten sich drei Mannschaften über die Play-offs der UEFA Nations League 2022/23 qualifizieren. Alle bisherigen Europameister außer Griechenland qualifizierten sich. Von den Teilnehmern der letzten EM (2021) qualifizierten sich dagegen Finnland, Schweden, Wales und Nordmazedonien nicht. Erstmals nehmen Georgien und Serbien teil. Für Georgien ist es die erste Teilnahme überhaupt an einem großen Fußballturnier, Serbien nahm dagegen schon an drei WM-Turnieren teil. Albanien (EM-Teilnehmer 2016), Rumänien (EM-Teilnehmer 1984, 1996, 2000 und 2016) und Slowenien (EM-Teilnehmer 2000) konnten sich erneut qualifizieren.
Bis auf Luxemburg konnten sich alle Nachbarländer des Gastgebers qualifizieren.

## Auswirkungen auf die FIFA-Weltrangliste
Da während der EM auch die Copa América 2024, bei der Argentinien gewann und Weltranglistenführender blieb, und die Ozeanienmeisterschaft stattfand hängen die Veränderungen der europäischen Mannschaften in der Rangliste nicht nur von den Ergebnissen bei der EM ab. Daher wird hier bei den Platzierungen nur die Reihenfolge der europäischen Mannschaften vor und nach der EM berücksichtigt. Die meisten Punkte hinzu gewann Europameister Spanien, nicht nur im Vergleich mit den europäischen, sondern auch den außereuropäischen Mannschaften. Danach folgen Venezuela (+59,17, größter Aufsteiger), Kolumbien (+57,88), Uruguay (+49,71), Fidschi (+49,28), Neuseeland (+48,05) und Argentinien (+41,34) vor den nächsten EM-Teilnehmern Türkei, die innerhalb der europäischen Rangliste den größten Sprung nach oben machte, Deutschland und der Schweiz. Nur vier Mannschaften – Samoa (−44,09), Jamaika (−41,26), die Salomoninseln (−35,96) und die USA (−34,77) – verloren mehr Punkte als Tschechien, das auch der größte Absteiger in der FIFA-Weltrangliste ist. Beste nicht für die EM qualifizierte Mannschaft war Schweden als 16. in der europäischen Rangfolge und diesen Platz hält Schweden auch im Juli 2024, verliert aber in der Gesamtrangliste einen Platz.
| Mannschaft  | Juni 2024 | Juni 2024 | Juli 2024 | Juli 2024 | Veränderung | Veränderung | Bemerkung                |
| Mannschaft  | Platz     | Punkte    | Platz     | Punkte    | Plätze      | Punkte      | Bemerkung                |
| ----------- | --------- | --------- | --------- | --------- | ----------- | ----------- | ------------------------ |
| Frankreich  | 1         | 1837,47   | 1         | 1854,91   | (=)         | +17,44      |                          |
| Spanien     | 6         | 1729,92   | 2         | 1835,67   | ▲4          | +105,75     | Größter Punktgewinn      |
| England     | 3         | 1787,88   | 3         | 1812,26   | (=)         | +24,38      |                          |
| Belgien     | 2         | 1797,98   | 4         | 1772,44   | ▼2          | −25,54      |                          |
| Niederlande | 5         | 1746,66   | 5         | 1758,51   | (=)         | +11,85      |                          |
| Portugal    | 4         | 1747,04   | 6         | 1714,43   | ▼2          | −5,61       |                          |
| Italien     | 8         | 1724,37   | 7         | 1714,29   | ▲1          | −10,08      |                          |
| Kroatien    | 7         | 1728,30   | 8         | 1701,31   | ▼1          | −26,99      |                          |
| Deutschland | 9         | 1646,78   | 9         | 1686,02   | (=)         | +39,24      |                          |
| Schweiz     | 10        | 1617,24   | 10        | 1654,10   | (=)         | +36,86      |                          |
| Dänemark    | 11        | 1610,76   | 11        | 1607,52   | (=)         | −3,24       |                          |
| Österreich  | 13        | 1560,03   | 12        | 1591,56   | ▲1          | +31,53      |                          |
| Ukraine     | 12        | 1565,37   | 13        | 1567,25   | ▼1          | +1,88       |                          |
| Türkei      | 22        | 1493,38   | 14        | 1533,60   | ▲8          | +40,22      | Größter Sprung nach oben |
| Polen       | 14        | 1541,49   | 15        | 1523,53   | ▼1          | −17,96      |                          |
| Ungarn      | 15        | 1529,00   | 18        | 1518,77   | ▼3          | −10,23      |                          |
| Serbien     | 18        | 1514,76   | 19        | 1506,90   | ▼1          | −7,86       |                          |
| Slowakei    | 23        | 1467,77   | 21        | 1479,07   | ▲2          | +11,30      |                          |
| Rumänien    | 25        | 1462,35   | 22        | 1474,70   | ▲3          | +12,35      |                          |
| Tschechien  | 20        | 1506,23   | 23        | 1473,46   | ▼3          | −32,77      | Größter Punktverlust     |
| Schottland  | 21        | 1497,18   | 24        | 1472,30   | ▼3          | −24,88      |                          |
| Slowenien   | 27        | 1429,74   | 26        | 1457,06   | ▲1          | +27,32      |                          |
| Albanien    | 30        | 1379,40   | 30        | 1375,49   | (=)         | −3,91       |                          |
| Georgien    | 35        | 1338,91   | 31        | 1361,41   | ▲4          | +22,50      |                          |

| Verbessert             | keine Änderung | Verschlechtert |
| Quelle der Werte: FIFA |                |                |